# 小行星9468
小行星9468（9468 Brewer）是一颗绕太阳运转的小行星，为主小行星带小行星。该小行星于1998年6月1日发现。

## 轨道参数
小行星9468的轨道半长轴为2.3205572 UA，离心率为0.143。